# Justus Friedrich Wilhelm Zachariae
Justus Friedrich Wilhelm Zachariae (Frankenhausen, 1º maggio 1726 – Brunswick, 30 gennaio 1777) è stato uno scrittore e poeta tedesco.

## Biografia
Professore e canonico a Brunswick, ancora giovane pubblicò il poema eroicomico in versi alessandrini Der Renommiste (Lo spaccone), pubblicato nel 1744 e incluso nella Deutsche National-Literatur di Joseph Kürschner. L'opera, parodia degli eccessi della vita studentesca, gli procurò grande fama presso i contemporanei e riveste una notevole importanza nella storia della letteratura tedesca perché introdusse in Germania un nuovo genere letterario. Partecipò alle polemiche letterarie del tempo schierandosi fra i sostenitori di Johann Christoph Gottsched. Fra le sue opere si ricordano anche Lagosiade oder Jagd ohne Jagd (1757), esempio di prosa brillante, e la fortunata raccolta di poemetti Die Tageszeiten (1756). Tradusse in tedesco il Paradiso perduto di John Milton (Das verlohrne Paradies) e La terra del popolo volante di Robert Paltock.

## Opere
- Die Tageszeiten. Ein Gedicht, In vier Büchern. Rostock und Leipzig, Johann Christian Köppe, 1756.
- Poëtische Schriften, voll. 9 (1763-1765); Hinterlassene Schriften (1781), con una biografia di Johann Joachim Eschenburg.